# Igor Waschanow
Igor Waschanow (russisch Игорь Вашанов; * 16. Oktober 1988) ist ein kasachischer Gewichtheber.

## Karriere
Waschanow wurde 2006 wegen eines Dopingverstoßes bis 2008 gesperrt. Nach seiner Sperre erreichte er bei den Asienmeisterschaften 2009 den vierten Platz in der Klasse bis 94 kg. Bei den Weltmeisterschaften im selben Jahr wurde er Zwölfter. 2010 wurde er bei den Asienspielen Fünfter und belegte bei den Weltmeisterschaften Platz 16 in der Klasse bis 105 kg. 2012 wechselte er wieder in die Klasse bis 94 kg und konnte bei den Asienmeisterschaften die Bronzemedaille gewinnen.